# Чамба (город в Того)
Чамба (фр. Tchamba) — город в восточной части Того, на территории Центральной области.

## География
Расположен в 35 км к востоку от административного центра области, города Сокоде, недалеко от границы с Бенином. Абсолютная высота — 319 метров над уровнем моря.

## Население
По данным на 2013 год численность населения составляет 23 846 человек.
Динамика численности населения города по годам:
| 1981   | 2000   | 2002   | 2003   | 2004   | 2005   | 2013   |
| ------ | ------ | ------ | ------ | ------ | ------ | ------ |
| 12 911 | 19 000 | 19 500 | 20 000 | 21 000 | 21 300 | 23 846 |

## Экономика
Экономика города основана на торговле и сельском хозяйстве.